# Jozef Baláži
Jozef Baláži (také Balázsy) (2. listopad 1919, Bratislava – 30. květen 1998, Bratislava) byl slovenský fotbalista a fotbalový trenér. Vystudoval právnickou fakultu Univerzity Komenského v Bratislavě, titul doktora práv získal v roce 1949. Za úspěšnou reprezentaci byl oceněn titulem mistr sportu. Za dlouholetou příkladnou hráčskou činnost mu v roce 1997 udělil Slovenský fotbalový svaz Cenu fair play MUDr. Ivana Chodáka.

## Hráčská kariéra 1932–1954
V lize odehrál 157 utkání a dal 20 gólů. Hrál za Slovan Bratislava, se kterým získal v letech 1949–1951 třikrát československý titul a za OAP Bratislava (slovenský titul 1942/43). Za slovenskou reprezentaci nastoupil dvakrát a dal 1 gól (1943), za československou reprezentaci hrál ve 3 utkáních a dal 1 gól (v přátelském zápase s Rakouskem). Za čs. reprezentační B-tým nastoupil v 7 utkáních a v roce 1937 nastoupil v 1 utkání za čs. dorosteneckou reprezentaci.

## Ligová bilance
| Ročník                                     | Zápasy | Góly | Klub                    |
| ------------------------------------------ | ------ | ---- | ----------------------- |
| Mistrovství Slovenska 1942/43              | -      | -    | OAP Bratislava          |
| Mistrovství Slovenska 1943/44              | -      | -    | OAP Bratislava          |
| Státní liga 1945/46                        | -      | 4    | ŠK Bratislava           |
| Státní liga 1946/47                        | -      | 0    | ŠK Bratislava           |
| Státní liga 1947/48                        | -      | 2    | ŠK Bratislava           |
| Státní liga 1948                           | -      | 2    | JTO Sokol NV Bratislava |
| Celostátní československé mistrovství 1949 | -      | 1    | Sokol NV Bratislava     |
| Celostátní československé mistrovství 1950 | -      | 0    | Sokol NV Bratislava     |
| Mistrovství československé republiky 1951  | -      | 5    | Sokol NV Bratislava     |
| Mistrovství československé republiky 1952  | -      | 5    | NV Bratislava           |
| Přebor československé republiky 1953       | -      | 3    | Slovan Bratislava       |
| Československá liga CELKEM                 | -      | -    |                         |

## Trenérská kariéra 1955–1995
Po ukončení aktivní sportovní činnosti pokračoval 40 let jako úspěšný trenér fotbalu. Trénoval Slovan Bratislava "A", dorost "A" a žáky, Slovan Vídeň a v Rapidu Bratislava žáky. S dorostem "A" Slovanu vybojoval titul mistra ČSSR v roce 1961. Hráči, kteréž trénoval, s hrdostí vzpomínají na jeho odborné a lidské kvality.